# Herminium haridasanii
Herminium haridasanii là một loài thực vật có hoa trong họ Lan. Loài này được A.N.Rao mô tả khoa học đầu tiên năm 1992.